# Bulletin officiel (France)
Pour les articles homonymes, voir BO et Bulletin officiel.
En France, un bulletin officiel (BO) est une publication officielle de l'État, destinée à diffuser les nouveautés en matière de textes de loi mais aussi les textes de moindre importance (décrets, circulaires, notes de service, avis de vacances de postes, etc.).

## Ministères
Plusieurs ministères éditent leur propre bulletin officiel. Toutefois, plusieurs ministères peuvent avoir un même bulletin officiel, comme cela est le cas des ministères de Transition écologique et de la Cohésion des territoires et relations avec les collectivités territoriales.  
Le ministère de l'Éducation nationale et le ministère de l'Enseignement supérieur et de la Recherche ont ainsi eux aussi diffusé à certaines périodes un unique Bulletin officiel du ministère de l'Éducation nationale et du ministère de l'Enseignement supérieur et de la Recherche (actuellement, chacun de ces deux ministères édite son propre BO, mais de nombreux textes sont communs aux contenus des deux bulletins).  
Inversement, plusieurs bulletins officiels peuvent émaner d'un seul ministère ; ainsi celui du Budget édite le Bulletin officiel des impôts et le Bulletin officiel de la comptabilité publique. 

## Support
Originairement diffusés sur support papier, les bulletins officiels sont de plus en plus souvent en ligne, sauf pour les dispositions pouvant mettre en cause la vie privée lorsque celles-là n'ont pas été rendues anonymes. 